# Coryneum longistipitatum
Coryneum longistipitatum är en svampart som beskrevs av Berl. & Bres. 1889. Coryneum longistipitatum ingår i släktet Coryneum och familjen Pseudovalsaceae.   Inga underarter finns listade i Catalogue of Life.